# Eduard Bello
Eduard Alexander Bello Gil (ur. 20 sierpnia 1995 w Cúa) – wenezuelski piłkarz występujący na pozycji skrzydłowego, reprezentant Wenezueli, od 2024 roku zawodnik ekwadorskiej Barcelony SC.